# Alejandro Fernández Casco
Alejandro Fernández Casco es profesor de la Facultad de Informática de la Universidad Nacional de La Plata (UNLP). Es investigador de la Comisión de Investigaciones Científicas de la Provincia de Buenos Aires (CIC). Sus temas de interés son trabajo colaborativo asistido por computadores (CSCW), la Gestión del Conocimiento, y la Ingeniería de Software; de los que ha entregado importantes contribuciones. Tiene también especial interés por el estudio de las Noticias Falsas (Fake News): patrones de propagación, calidad del contenido y formas de prevención.
Alejandro trabaja la mayor parte del tiempo en el Laboratorio de Investigación y Formación en Informática Avanzada (LIFIA). Algunos de los proyectos importantes en los que trabaja son 'Cientópolis (www.cientopolis.org)' y 'RUC-APS (www.ruc-aps.eu).

## Estudios
Alejandro obtuvo su título de Doctor en la FernUnivesität Hagen de Alemania.

## Publicaciones
Como parte de sus publicaciones más relevantes se pueden citar:
- Tailoring group work (2002)
- Patterns for Virtual Places (2005)